# 次郎長三国志 勢揃い二十八人衆喧嘩旅!
次郎長三国志 勢揃い二十八人衆喧嘩旅!（じろちょうさんごくし せいぞろいにじゅうはちにんしゅうけんかたび）は、1998年（平成10年）1月3日18時にテレビ朝日系列で放送された時代劇である。主演は北大路欣也。　

## キャスト
- 清水次郎長…北大路欣也

- 森の石松…片岡鶴太郎

- お蝶…池上季実子

- 大政…勝野洋

- 追分の三五郎…船越英一郎

- 桶屋の鬼吉…梨本謙次郎

- 三保の豚松…大仁田厚
- 関東網五郎…山下規介
- 小政…櫻木健一
- 法印大五郎…阿南健治
- 増川の仙右衛門…佐野圭亮
- お千…山口香緒里
- 元蔵…谷口高史

- 投げ節お仲…多岐川裕美

- 保下田の久六…安岡力也
- 都田の吉兵衛…西田健

- お園…とよた真帆

- お米…水野真紀

- あみ…大貫亜美

- 小松村の七五郎…佐藤B作

- 身受山鎌太郎…竹脇無我

- 黒駒の勝蔵…石立鉄男

- 吉良の仁吉…髙嶋政宏

- 大前田英五郎…高橋英樹

## スタッフ
- 原作:村上元三
- プロデューサー:塙淳一、川田方寿（テレビ朝日）、加藤貢、上阪久和、矢後義和（東映）
- 脚本:鈴木則文
- 監督:松尾昭典
- 音楽:津島利章
- ナレーター:鈴木瑞穂
- 製作:テレビ朝日、東映